# شب ملموس
شب ملموس (فنلاندی: Betoniyö) یک فیلم درام به کارگردانی پیریو هُنکاسالو است که در سال ۲۰۱۳ منتشر شد. 
این فیلم نمایندهٔ کشور فنلاند برای جایزه اسکار بهترین فیلم بین‌المللی در هشتاد و هفتمین دوره جوایز اسکار بود، اما در نهایت انتخاب نشد.